# Enniscorthy
Enniscorthy (en irlandais : Inis Córthaidh) est une ville du comté de Wexford en république d'Irlande. C'est la deuxième plus grande ville de ce comté.

## Vue d'ensemble

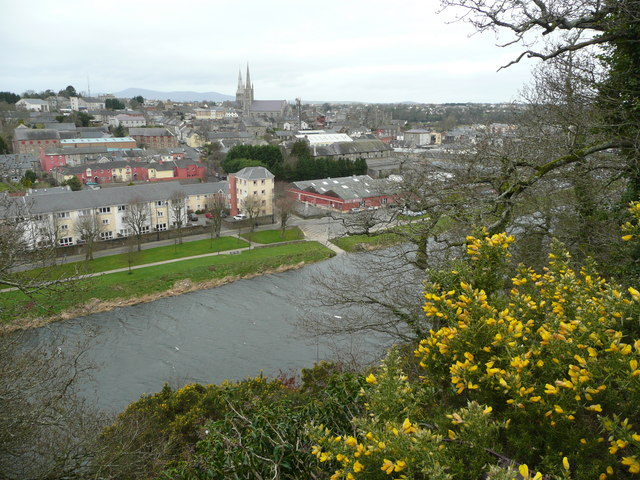
Le Slaney à Enniscorthy.

Enniscorthy est traversée par le fleuve Slaney.
Elle se situe au centre du comté, à 24 km de Wexford, sa capitale.
La ville est desservie par la route nationale N11 (une partie de la route européenne 1) qui joint Dublin et Wexford, ainsi que par la ligne de chemin de fer Dublin-Wexford-Rosslare Europort.
Dans le langage populaire, les habitants d’Enniscorthy sont familièrement appelés scalders (« ébouillanteurs »).
La ville de Enniscorthy comptait 12 310 habitants au recensement de 2022.
Sa cathédrale Saint-Aidan est le siège du diocèse de Ferns.
C'est le lieu où était originellement brassée la bière George Killian's.

## Histoire

### Vinegar Hill

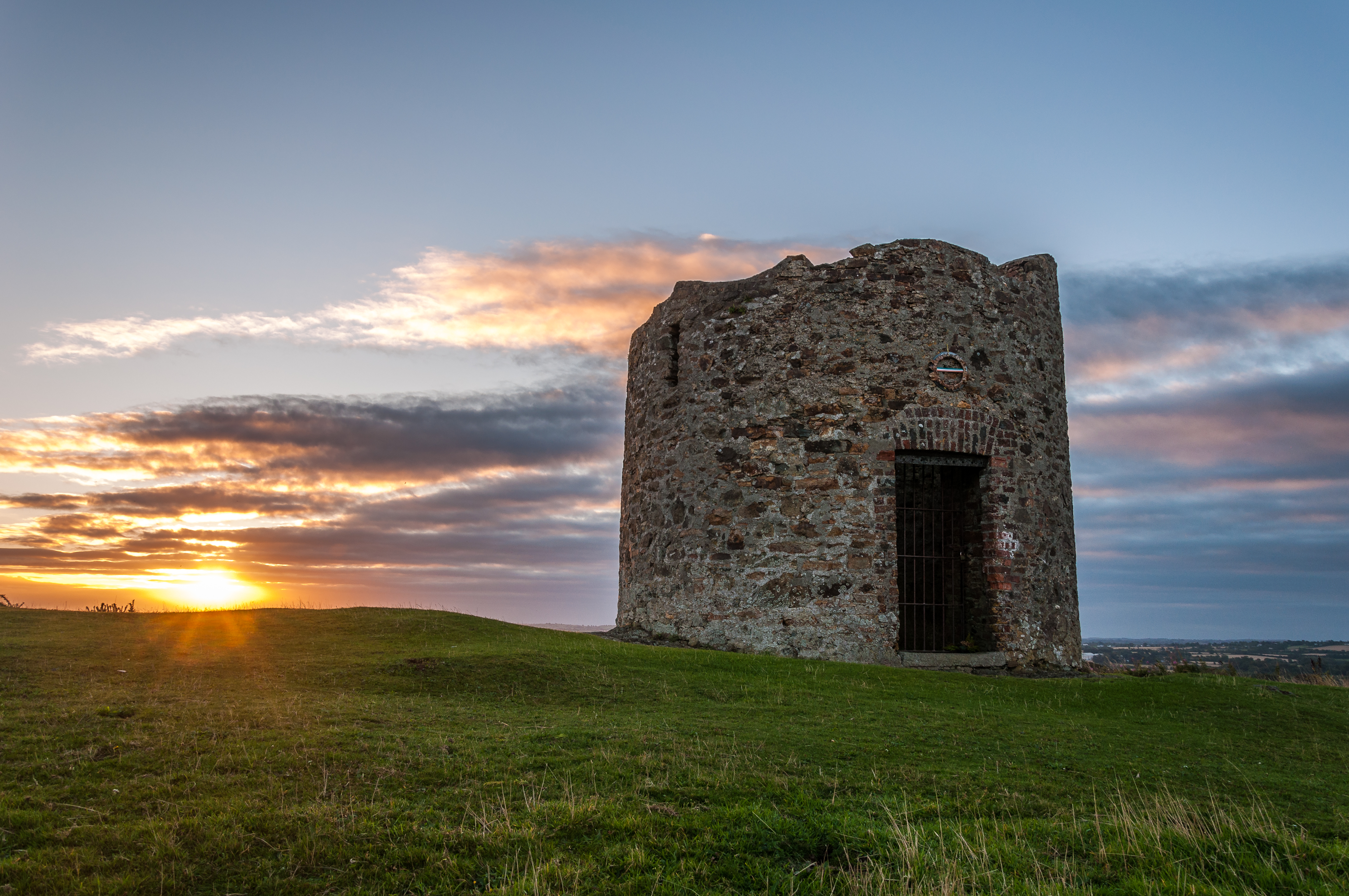
Vestige de la tour du moulin de Vinegar Hill.

Vinegar Hill, la colline du Vinaigre (Cnoc Fhiodh na gCaor en irlandais, qui se traduit par « colline de l'arbre à baies »), est une colline en forme de pudding surplombant la ville. Ce fut le plus grand camp et quartier général des rebelles de 1798 qui ont contrôlé le comté de Wexford pendant trente jours contre des forces largement supérieures, avant la bataille de Vinegar Hill, la défaite du 21 juin 1798. Cependant, beaucoup d'insurgés ont réussi à fuir vers le sud en profitant d'un vide laissé dans les lignes britanniques par le général Needham. À cette époque, Beauchamp Bagnell Harvey avait été déclaré président de la république de Wexford.

### Débuts de l'aviation

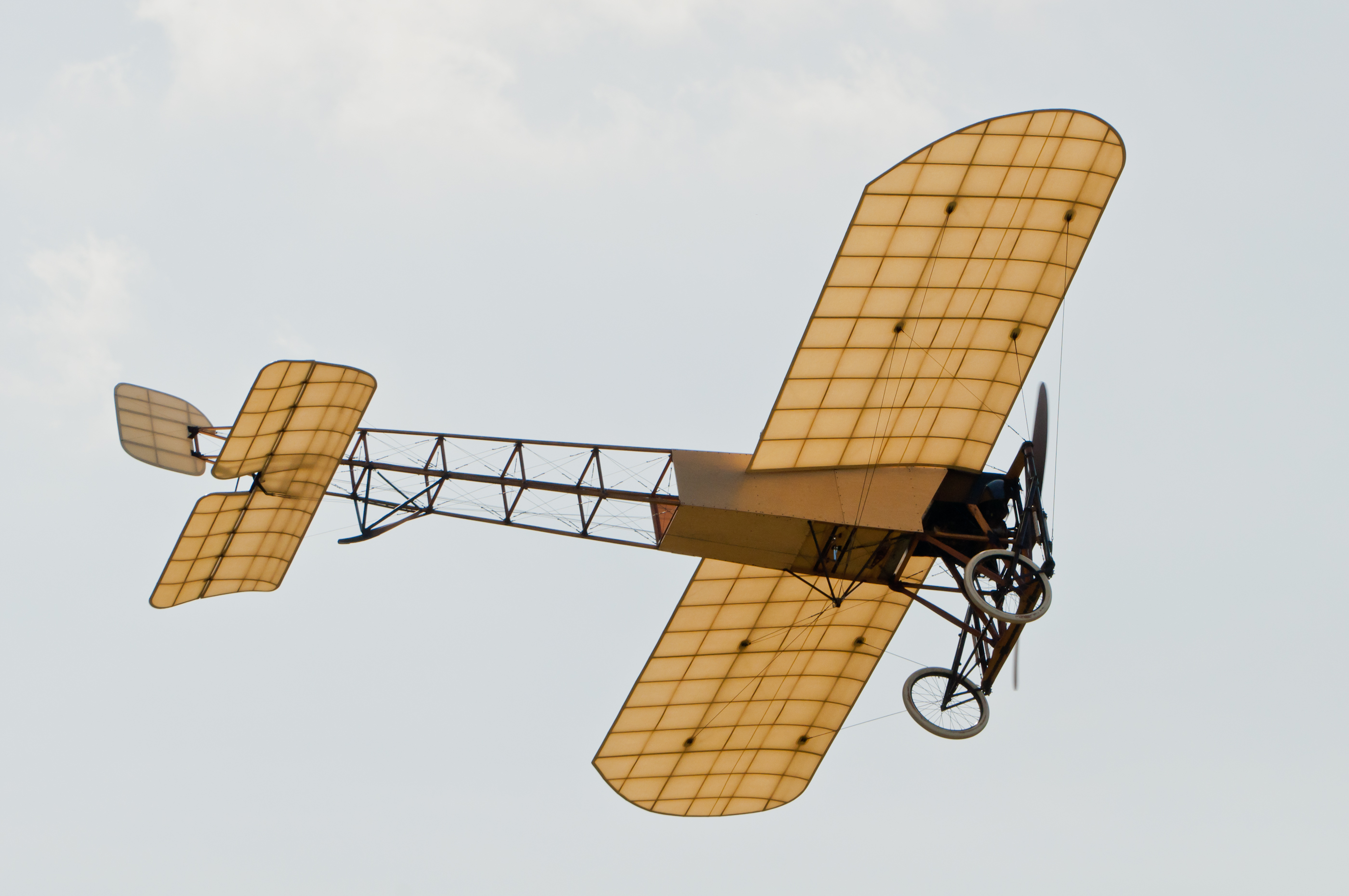
Réplique d'un Blériot XI de 2011.

Le premier vol réussi entre la Grande-Bretagne et l'Irlande a été effectué le 22 avril 1912 à partir du port de Goodwick par Denys Corbett Wilson (en), pilotant un Blériot XI. Le vol a duré une heure et quarante minutes et l'appareil a touché terre près d’Enniscorthy.
Cette traversée a été commémorée lors des célébrations du centenaire organisées à Fishguard et à Goodwick les 21 et 22 avril 2012. Une pièce de théâtre, spécialement commandée par Derek Webb, intitulée « 100 minutes » a été jouée à Fishguard et à Wexford.

## Patrimoine et culture

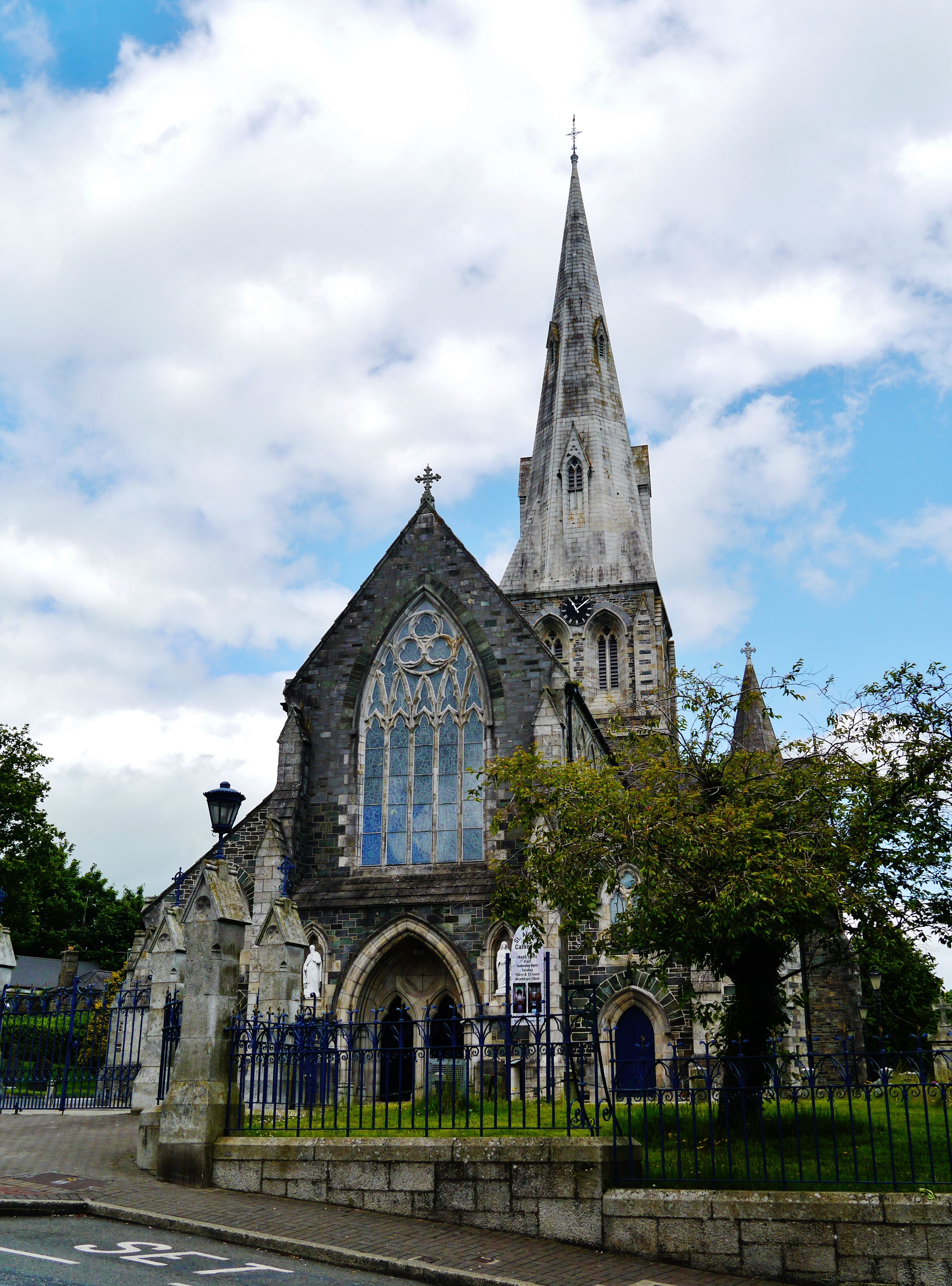
La cathédrale Saint-Aidan.

Enniscorthy est la ville de la cathédrale du diocèse de Ferns, et elle possède deux églises catholiques réparties sur deux paroisses : Saint-Aidan et Saint-Senan. La ville possède également l'église Notre-Dame (St Mary's church) de l'Église d'Irlande, et une église mixte méthodiste et présbytérienne.
Après l'assouplissement des lois pénales au début du XIXe siècle, la communauté catholique a pu envisager la construction d'une cathédrale pour remplacer celle de Ferns, qui avait été appropriée par l'Église d'Irlande lors de la Réforme anglaise. La cathédrale Saint-Aidan d'Enniscorthy a été conçue par Augustus Pugin, célèbre pour sa conception de l'intérieur du palais de Westminster, à Londres, et de sa tour d'horloge, la tour Elizabeth. La cathédrale est dans le même style néogothique. En 1994, elle a été restaurée dans un style proche de l'original en utilisant des couleurs, des matériaux et des techniques authentiques.
Le Presentation Arts Centre, principal centre d'arts visuels et de divertissement de la ville, est situé sur le site d'un ancien couvent. Officiellement ouvert en 2012, il s'agit d'un lieu artistique polyvalent entièrement accessible, développé et promu par le Wexford Arts Centre et le Wexford County Council. Son espace théâtral a conservé la plupart des caractéristiques de l'église originale du couvent du XIXe siècle, notamment les vitraux d'origine, le plafond en bois orné, le plancher en forme de triangle d'origine et plusieurs arches décoratives. Le Presentation Arts Centre accueille de nombreuses expositions chaque année, en mettant l'accent sur le soutien et la promotion des artistes émergents.

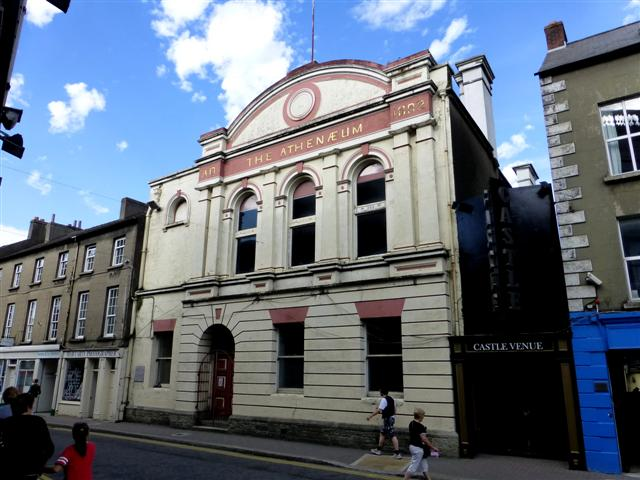
Le théâtre Athénée.

L'Athénée (Athenaeum) est un théâtre d'époque construit en 1892 et rénové en 2016. En plus de l'auditorium, le bâtiment dispose  d'un musée sur les événements de l'insurrection de 1916 à Enniscorthy. La conception du bâtiment est inspirée de l'architecture classique, qui est évidente avec sa façade ressemblant à un temple. 
Enniscorthy a accueilli le Fleadh Cheoil en 1967, 1999 et 2000.

## Personnalités liées à la commune
- Festy Ebosele (2002-), footballeur né à Enniscorthy.
- Charlie Murphy (1984-), actrice née à Enniscorthy.
- Colm Tóibín, romancier né à Enniscorthy

## Jumelage
- Gimont (France) depuis 1975[2]

## Galerie

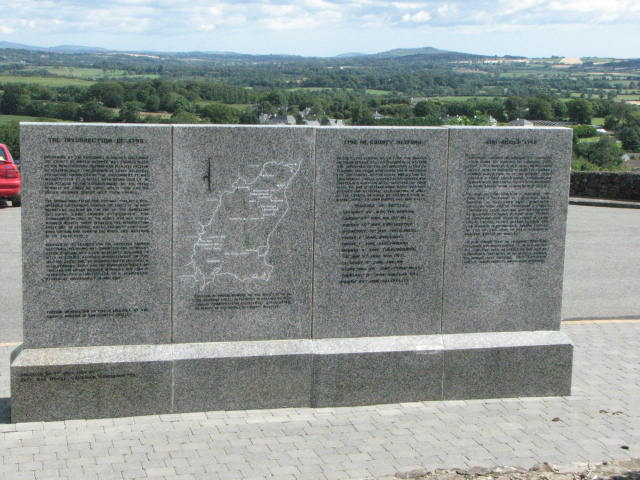
Monument sur Vinegar Hill, lieu de bataille.
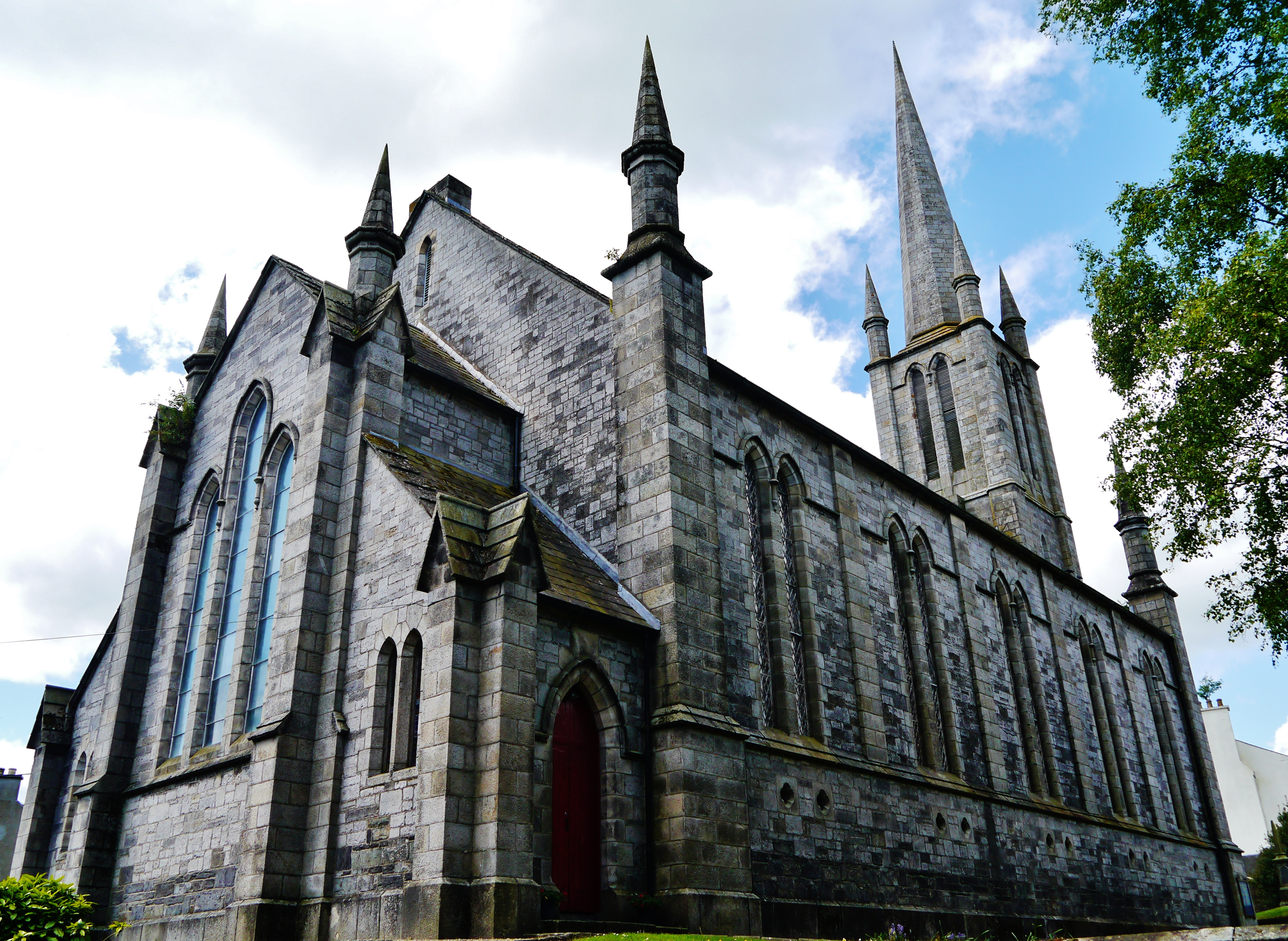
St Mary's church.
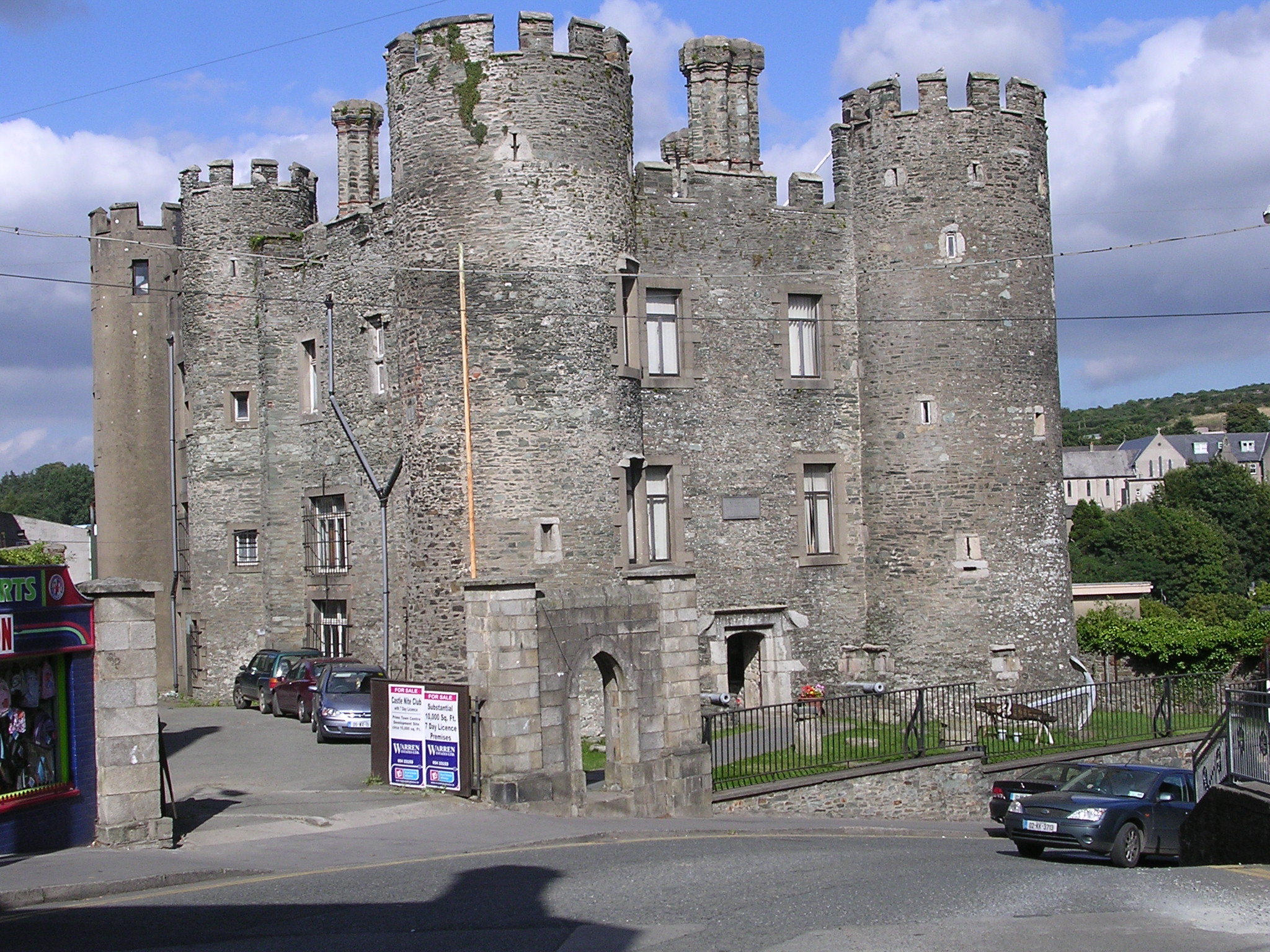
Le château.
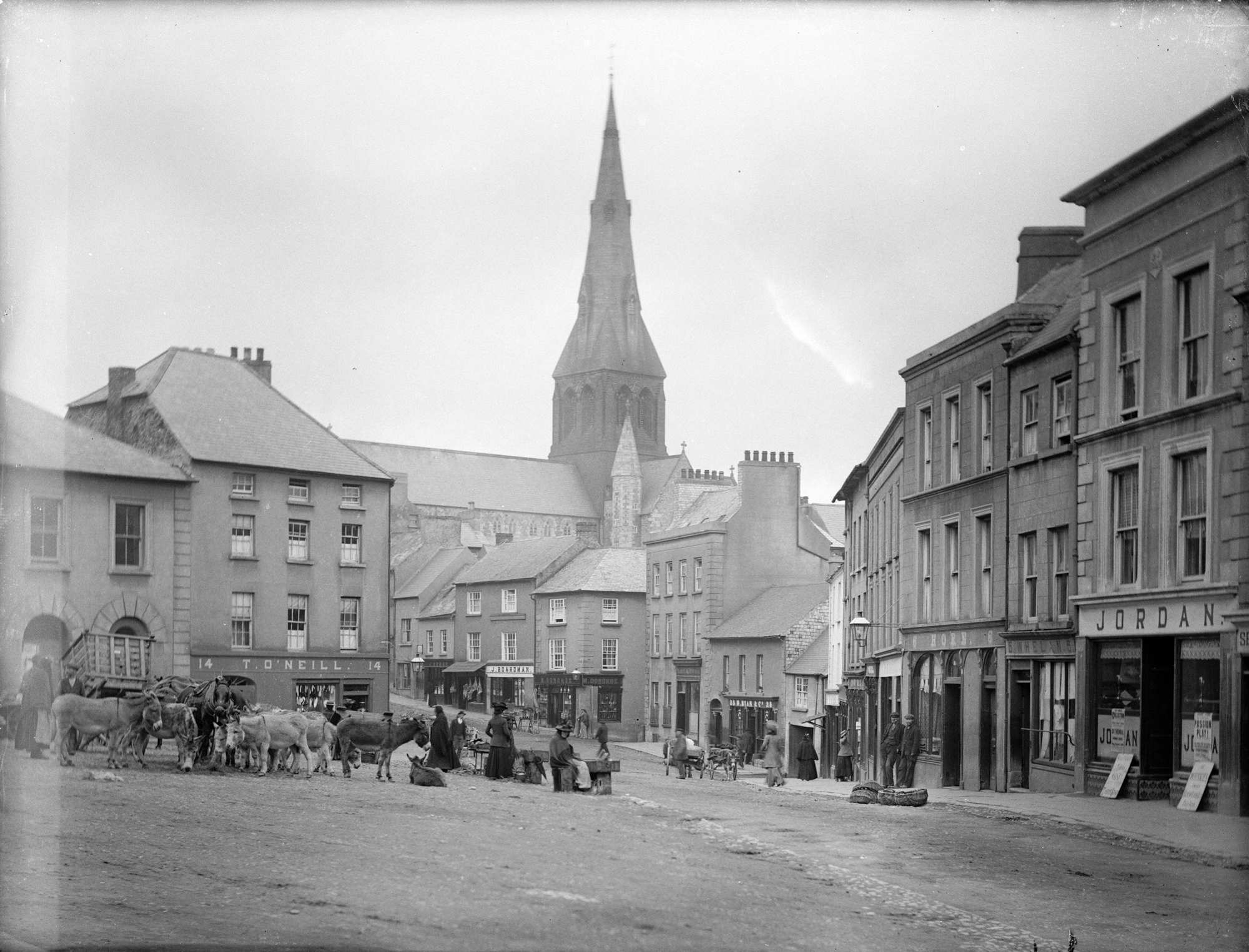
Place du Marché en 1892.
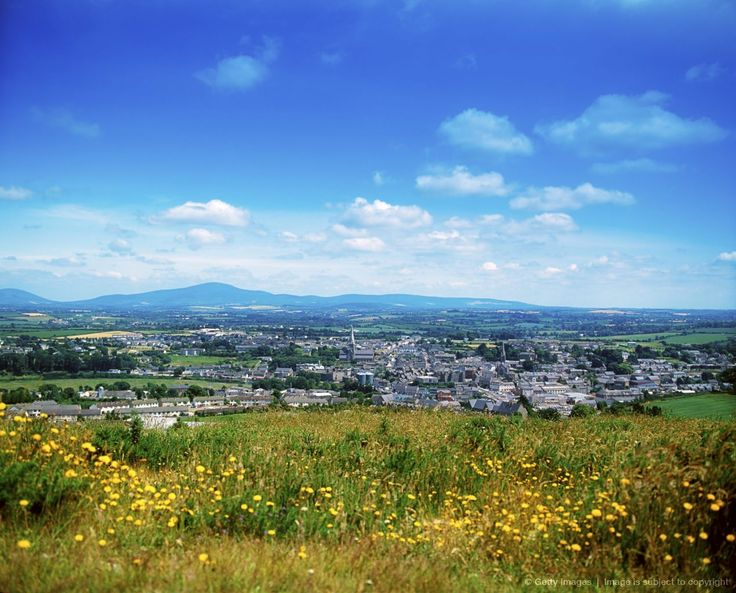
Enniscorthy et Blackstairs Mountains.

## Source
- (en) Cet article est partiellement ou en totalité issu de l’article de Wikipédia en anglais intitulé « Enniscorthy » (voir la liste des auteurs).